# Anton von Braunmühl (psychiatra)
Anton Adalbert Edler von Braunmühl (ur. 14 października 1901 w Kelheim, zm. 12 marca 1957 w Monachium) – niemiecki lekarz psychiatra. Był jednym z pionierów biologicznych metod leczenia w niemieckiej psychiatrii. Zajmował się leczeniem śpiączkami insulinowymi i był orędownikiem psychochirurgii. W czasie narodowego socjalizmu opowiadał się za rozwiązaniami eugenicznymi, ale nie udowodniono mu bezpośredniego udziału w eksterminacji chorych psychicznie.
Studiował medycynę w Monachium i odbył praktykę jako asystent Walthera Spielmeyera w Niemieckim Instytucie Badawczym Psychiatrii. W 1934 odmówiono mu habilitacji z powodu braku przynależności do NSDAP, habilitację uzyskał w 1943.

## Wybrane prace
- Über einige myelo-lymphoide und lymphoepitheliale Organe der Anuren. Ein Beitr. z. Morphol. des Jugularkörperchens des Corpus propericardiale und Corpus procoracoidale wie der Kiemenhöhlenkörperchen von Rana temporaris. München, Med. Diss., 1927
- Braunmühl A, Walther Spielmeyer: Die Anatomie der Psychosen. Springer, Berlin 1930.
- Der Elektrokrampf in der Psychiatrie. Münch. med. Wschr 87 (1940), S. 511–514.
- Die Insulinschockbehandlung der Schizophrenie (unter Berücksichtigung des Cardiazolkrampfes). Ein Leitfaden f. d. Praxis. J. Springer, Berlin 1938.
- Fünf Jahre Shock- und Krampfbehandlung in Eglfing-Haar. Arch. f. Psych. 114,2 (1941), S. 410–440.
- ...Der meine Jugend erfreut. Tagebuchblätter eines Inntalers. Echter, Würzburg 1941.
- Insulinshock und Heilkrampf in der Psychiatrie. 2. Auflage. Wissenschaftliche Verl. Ges, Stuttgart 1947.
- Walter Freeman, James W. Watts: Psychochirurgie. Intelligenz, Gefühlsleben und soziales Verhalten nach praefrontaler Lobotomie bei Geistesstörungen. Übers. von Anton von Braunmühl, Wissenschaftl. Verl.-Ges, Stuttgart 1949.
- (Hrsg.): Umstrittene Probleme der Medizin. Medica-Verl, Stuttgart, Zürich 1954.
- Das Nervenkrankenhaus Haar bei München des Bezirks Oberbayern. 1905–1955. Bezirk Oberbayern, München 1956.